# Cyligramma postreducta
Cyligramma postreducta är en fjärilsart som beskrevs av Embrik Strand 1914. Cyligramma postreducta ingår i släktet Cyligramma och familjen nattflyn. Inga underarter finns listade i Catalogue of Life.